# Río San Salvador

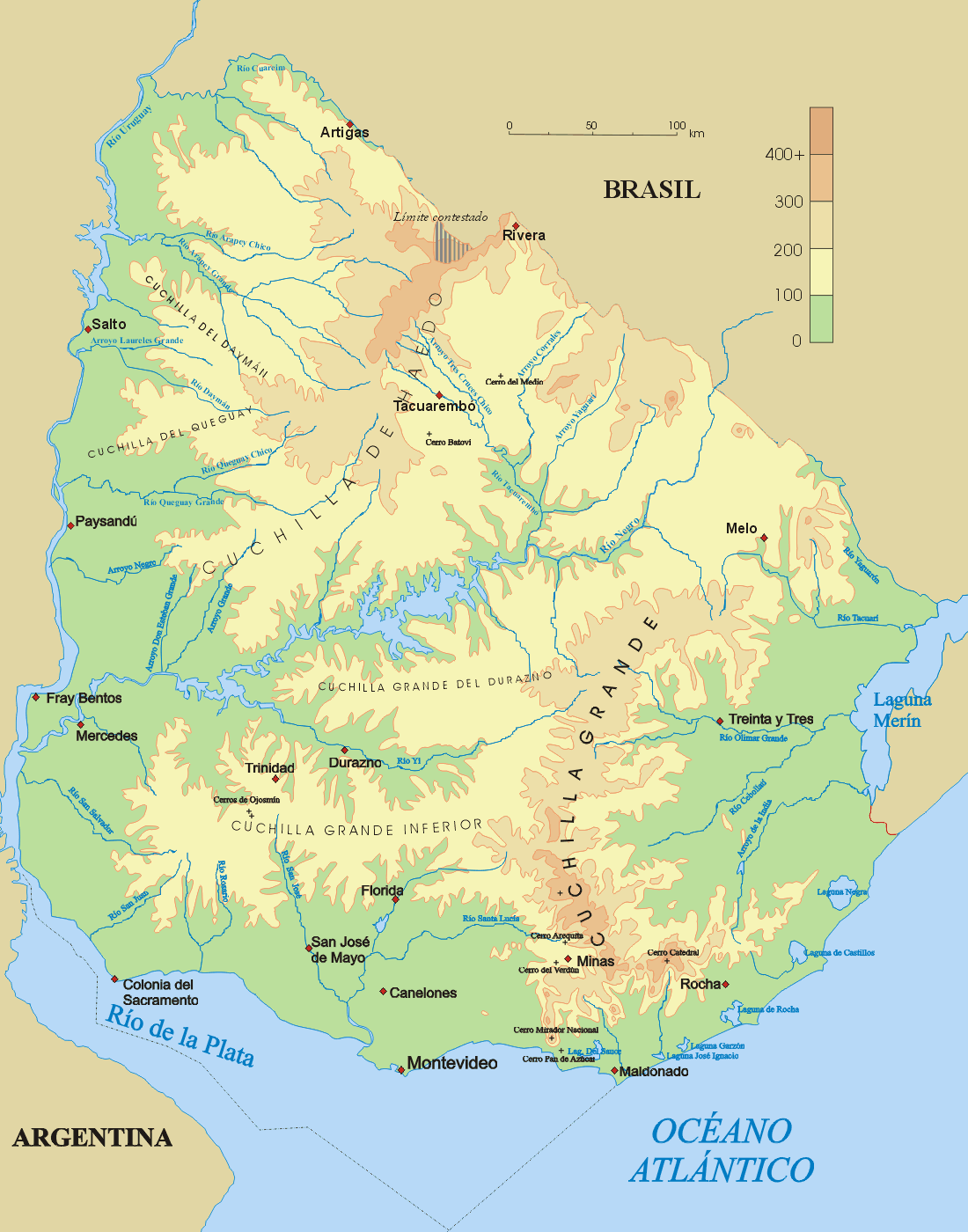
Karte mit Verlauf des Flusses

Der Río San Salvador ist ein Fluss in Uruguay.
Der Nebenfluss des Río Uruguay entspringt im Übergang der Cuchilla de San Salvador in die Cuchilla del Bizcocho im Departamento Soriano nordwestlich der Stadt Cardona. Er führt auf seiner ca. 100 km langen Wegstrecke bis zu seiner Mündung südwestlich von La Loma in den Río Uruguay an der Stadt Dolores vorbei und wird von zahlreichen Zuflüssen  wie dem Arroyo del Corralito, dem Arroyo Bizcocho und dem Arroyo del Espinillo gespeist. Der Fluss passiert dabei eine der landwirtschaftlich fruchtbarsten Regionen Uruguays. Die Größe seines Einzugsgebiets beträgt 3.000 km².